# 関東バス
関東バス株式会社（かんとうバス）は、東京23区西部・多摩東部を運行エリアとして、乗合バス・貸切バス事業、不動産業・自動車整備業等を行う会社である。東京都中野区東中野に本社を置く。本社の最寄り停留所は「小滝橋」。
2009年（平成21年）10月31日までは子会社としてケイビーバスがあり、一部路線の移管ならびに丸山営業所の管理委託化を進めていた。路線バスはJR中央線沿線（新宿駅 - 武蔵小金井駅）沿線を中心に、北は西武池袋線沿線（共同運行では赤羽駅）まで、南は京王線沿線を営業エリアとする。
コーポレートスローガンは「あなたの笑顔を運びたい」。

## 概要
首都圏に類似した社名のバス事業者が複数あるが、下記3社とは一切関係ない。このため、関東バスの公式サイトには「中央線沿線の路線バス 関東バス株式会社」と書かれている。
- 関東自動車 (栃木県) - 栃木県で「関東バス」を運行するバス会社。
  - このため、栃木県内の関東バスを「関東自動車」または「関東自動車バス」として呼称を区別することがある[注釈 1]。なお、同社は東京都にも貸切バスの拠点を置いている。
- 関東自動車 (埼玉県) - 埼玉県のバス会社。
- 関東鉄道 - 茨城県に所在する京成グループの鉄道・バス会社。
  - こちらは略称が「関鉄」であるため、同社が運行するバスは「関東鉄道バス」または「関鉄バス」と呼称されることが多い。

主要株主は京王電鉄が約3割であるものの、同社の持分法適用会社となっておらず、京王グループにも属していない。2004年頃までは、かつての社長であった柏村敬も約3割を保有し京王電鉄とほぼ同数であった（詳細は後述）。
沿線の多くは都心通勤圏の住宅地であり移動需要が多い一方で、小金井市など郊外部を含めて鉄道路線が多い地域にあることから路線長や1人あたりの平均乗車距離が短く、徒歩や自転車利用への切り替えによる乗客減に直面しやすい。これを踏まえ、新しいサービスを積極的に導入して利用促進を行なっている。例えば「学期定期券」、「環境定期券」などの制度が挙げられる。かつては平日10時 - 16時まで割引率が特に高くなる「デイカード」（2000円で2520円分の利用ができる）も存在したが、バス共通カードと同時に利用終了となった。
一日乗車券もあり、関東バスの一般系統全区間で利用できる。都区内均一運賃地区のほか、多摩地域（小金井市・西東京市など）の対キロ制運賃地区でも差額支払いせずに乗車できる。コミュニティバス、深夜中距離バス・空港リムジン・夜行高速バスでは利用できない。路線バス全車がICカードリーダー付きの運賃箱となってからは、PASMO・Suicaに一日乗車券機能を付加させることにより、利用当日の車内で購入・利用できるようになった。これに伴い従来の紙式一日乗車券は発売停止され、2008年をもって廃止された。
貸切バス事業は、青梅街道営業所を中心に約50台の規模であったが、徐々に規模を縮小して5台まで減少したこともあった。現在は9台となっている。

## 沿革

### 関東乗合自動車の設立と戦時統合
関東バスの歴史は、1931年（昭和6年）12月25日に「関東乗合自動車」として設立され、1932年（昭和7年）1月1日より新宿駅 - 小滝橋の営業を開始したことに始まる。同社は地元の有志によって設立されたが、創業当初は非常に規模の小さい会社であり、富山県出身の歯科医池田常蔵が社長を務めていた。このため営業成績は芳しくなく、創業から7年を経た1938年（昭和13年）5月17日には東京横浜電鉄（現在の東急東横線を経営していた会社）に買収され、同社の傘下に収まっている。

この間に、関東乗合自動車は1936年（昭和11年）12月22日に原町田乗合自動車を合併し、現在の町田市に原町田営業所を設けていた。原町田乗合自動車は1921年（大正10年）7月15日に野渡太助が創業。のちに平井実造が承継し、1936年4月18日に設立された会社である。しかし町田は本社から遠く離れていて運営上不都合であったため、1941年（昭和16年）12月15日には路線（原町田駅 - 図師、原町田駅 - 瀬谷駅、新原町田駅 - 小野路）を同じ東京横浜電鉄系の東海道乗合自動車（現在の神奈川中央交通）へ譲渡し、わずか5年で撤退した。
この原町田営業所下の路線を除けば、戦前の関東乗合自動車は、新宿から中野区東部にかけての狭い範囲において営業していたに過ぎず、路線もその後、小滝橋から椎名町（現：目白五丁目）へ延長したり、小滝橋 - 新井薬師口を新たに開業したが、相変わらず小規模なものであった。現在のように、中野駅周辺から杉並区、武蔵野市方面においても営業するようになったのは、中野乗合自動車・進運乗合自動車・昭和自動車商会の3社を戦時中の1945年（昭和20年）1月1日に合併したためである。

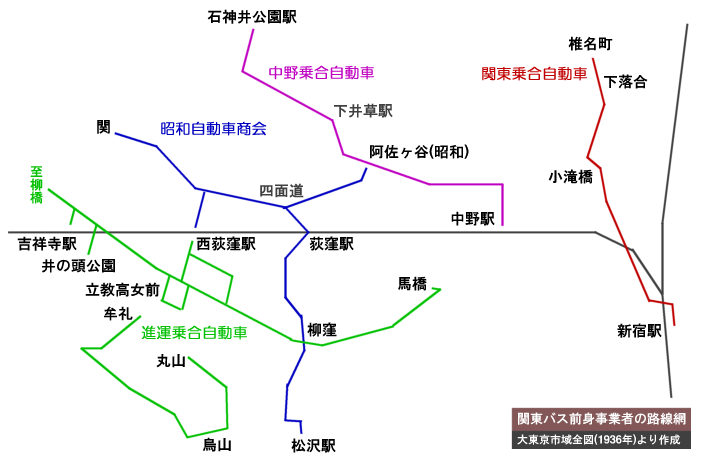
1936年頃の路線（大東京市域全図より）

中野乗合自動車は、中野以西の早稲田通り周辺で運行していた事業者で、1925年（大正14年）11月10日に開業した細田与四郎の細田自動車商会の乗合自動車が起源とされる。1929年（昭和4年）11月1日にエビス乗合自動車を経営していた宮崎千代吉が営業権を引き受け中野乗合自動車株式会社となり、1930年（昭和5年）12月6日に宮崎が退任した以降は宮崎と共同で設立し、代々木乗合自動車の経営に携わっていた伊崎捨次郎と医師で渋谷区議の瀬戸喜重郎が後を継いで経営していた。1937年（昭和12年）7月13日京王電気軌道（現在の京王電鉄京王線を経営していた会社）に買収され傘下入りした。路線は中野駅 - 阿佐ヶ谷六丁目（現・阿佐谷北六丁目） - 下井草駅 - 石神井公園駅、中野駅 - 阿佐ヶ谷六丁目 - 鷺ノ宮駅 - 鷺宮五丁目（現・中村南三丁目）などであった。
進運乗合自動車は、五日市街道周辺に営業基盤を有していた事業者である。1920年（大正9年）2月に松本弥一が創業。1927年（昭和2年）11月5日根無新治の出資を受け進運乗合自動車合資会社となり、1938年（昭和13年）2月2日に株式会社になった。杉並区の馬橋から現在の武蔵野市にかけての東西に長い範囲に路線を有し、馬橋 - 吉祥寺、井の頭公園 - 柳橋のほか、西荻窪駅 - 立教高女前循環線も運行した。また、牟礼 - 烏山 - 丸山（寺院通の永願寺前）にも、斎藤政吾から買収した路線を有していた。1940年（昭和15年）、西荻窪駅 - 地蔵坂上 - 新町（現在の善福寺）、地蔵坂上 - 東京女子大学 - 四軒寺間などの路線を所有する小野田善太郎の小野田乗合自動車商会を合併したが、同年京王電気軌道の傘下に入った。
昭和自動車商会は、1927年（昭和2年）3月15日開業。同年5月12日飯塚宗次郎、青柳文治（ともに大正自動車創業メンバー）らが合資会社を設立。荻窪・阿佐ヶ谷周辺で営業しており、荻窪駅をターミナルに阿佐ヶ谷（現・阿佐谷北六丁目）方面、青梅街道方面から途中の上井草（現・桃井四丁目）で分岐し西荻窪駅と関(現・関町二丁目）へ、高井戸方面から松沢駅（現在の上北沢駅）へと、それぞれ向かって路線を展開していた。1939年（昭和14年）12月に株式会社になったが、1942年（昭和17年）京王電気軌道の傘下に入り、本社を荻窪から中野乗合自動車の天沼に移していた。
関東乗合自動車の親会社である東京横浜電鉄は1939年（昭和14年）10月1日に姉妹会社の目黒蒲田電鉄に合併。同月16日に目黒蒲田電鉄が逆に東京横浜電鉄に商号を変更すると、1942年（昭和17年）5月1日に小田急電鉄（現在の小田急小田原線・江ノ島線と京王井の頭線を経営していた会社）と京浜電気鉄道（現在の京急各線を経営していた会社）を合併して東京急行電鉄となり、1944年（昭和19年）5月31日には京王電気軌道も合併した。これにより中野乗合自動車、進運乗合自動車、昭和自動車商会の3社も東急の傘下に収まったため、戦時統合の一環として関東乗合自動車がこの3社を吸収合併することになったのである。

### 戦後の発展
これら各社を合併したことにより、戦後は新宿 - 石神井方面、中野 - 吉祥寺方面、荻窪 - 給田・新川方面、荻窪 - 中村橋方面のように、かつての会社の境界を越えて運行する路線が現れた。また、戦前は都心から郊外へ向かって東西に伸びる街道上を走る路線が主だったのに対し、中央線 - 西武新宿線 - 西武池袋線を結ぶ路線が相次いで開設されるようになり、南北交通の希薄な旧東京市西部に欠かせない交通手段へと発展していった。
1948年（昭和23年）には、いわゆる大東急の解体により、東京急行電鉄の持株が京王帝都電鉄（現：京王電鉄）へ譲渡され、東急グループを離脱した。しかし京王グループとはならず、引き続き東急専務の柏村毅が社長をつとめ主要株主となり、事実上東急の衛星企業として存続した。柏村は1898年（明治32年）に生まれ福島県会津の出身で、1927年（昭和2年）に池上電気鉄道に入社しバス部門に配属された。目黒蒲田電鉄（東京急行電鉄）に吸収合併後も引き続きバス事業を担当し、戦後は東急の自動車部長ならびに専務取締役を歴任した。関東バスとは1940年（昭和15年）に小滝橋営業所長に就任して以来の縁で、この他に東急資本下にあった越後交通の社長や、東京自動車協会長、日本バス協会副会長に就任。東急のバス事業を支えた人物である。
1964年（昭和39年）11月には、現在の関東バス株式会社に商号変更し、柏村の退任後は東急とも京王とも付かず、むしろ独立会社としての色合いを強めていった。
2016年3月期の関東バス株式会社有価証券報告書によれば、関東バスグループにおいて京王電鉄株式会社は「その他の関係会社」とされ、社外取締役として京王電鉄常務取締役（京王建設常務取締役、西東京バス代表取締役社長を歴任）の丸山荘が就任している。また吉祥寺駅発着の一般路線では、吉祥寺近辺に走行中の車内放送で井の頭線の利用を促す車内放送を流すなど協力関係にある。
戦後は他社との相互乗り入れ路線の開拓にも注力し、鷺ノ宮駅 - 新橋駅、石神井公園駅 - 東京駅など、都営バスと共同による都心直通路線が開通した。さらに国際興業バス、西武バス、京王バスといった周辺の民営事業者との共同運行路線も開設され、国際興業バスとの共同運行で池袋駅・赤羽駅、西武バスとの共同運行で大泉学園駅・保谷駅などにも路線を広げている。都営バスとの共同運行路線は道路状況の悪化などによりいずれも昭和40年代までに廃止されたが、民営各社との路線は引き続き運行されており、2002年（平成14年）には京王バスとの共同運行による松ノ木線を新たに開業した。1970年（昭和45年）には日本のバス事業者で初めて、路線バスのワンマン化率が100%となった。
1998年（平成10年）1月12日には、サービス向上とコスト削減を目的として、100%出資の子会社ケイビーバスを設立し、夜行高速路線を移管した。次いで一般路線である宿02（新宿西口 - 丸山営業所）を移管し、さらに丸山営業所の一般路線の管理委託化を進め、2004年（平成16年）に完了した。これにより、丸山の業務全般がケイビーバスに委譲された。その後、2009年（平成21年）11月1日より、ケイビーバスに移管されていた全ての高速・一般路線の運行が関東バスへ再度移管された。
2007年（平成19年）3月18日より、PASMOサービスを阿佐谷営業所の一部路線（阿佐谷・日大線）と武蔵野・青梅街道の全線で開始し、2007年（平成19年）7月1日までにケイビーバスを含む全営業所全路線で導入を完了した。全路線でPASMOの導入が完了したのは都営バス・川崎市交通局に次いで3事業者目、民営事業者では初となる。2010年7月31日をもって、バス共通カードの利用を終了した。
2014年9月20日から、武蔵野営業所・吉祥寺駅北口 - お台場（グランドニッコー東京 台場・大江戸温泉物語）を結ぶ路線の運行を開始した。土日祝日のみの運行で1日2往復、運賃は片道860円。担当は武蔵野営業所で、車両は深夜中距離バス用ワンロマ車の日産ディーゼル・スペースランナーRAが充当される。
2019年11月1日より、西武バス・京成バス・京成トランジットバスと共同運行で、吉祥寺駅北口 - 東京ディズニーリゾートを結ぶ高速バスの運行を開始した。
2014年には、猫をモデルにしたキャラクター「かんにゃん。」が誕生した。着ぐるみも制作され、自社イベントでは2014年9月20日の武蔵野営業所における臨海副都心行き近距離高速バス発車式でお披露目し、都営バス主催のイベントで他社イベントデビューを果たした。その後も都営バス主催のイベントではゲストキャラクターとして出演している。また2015年2月より、一般路線バス前面の行先表示器左側へ「かんにゃん。」ステッカー（都営バス「みんくる」・東急バス「ノッテちゃん」・小田急バス「きゅんた」ステッカーなどと同様のもの）を順次貼り付けている。

## 本社および営業所

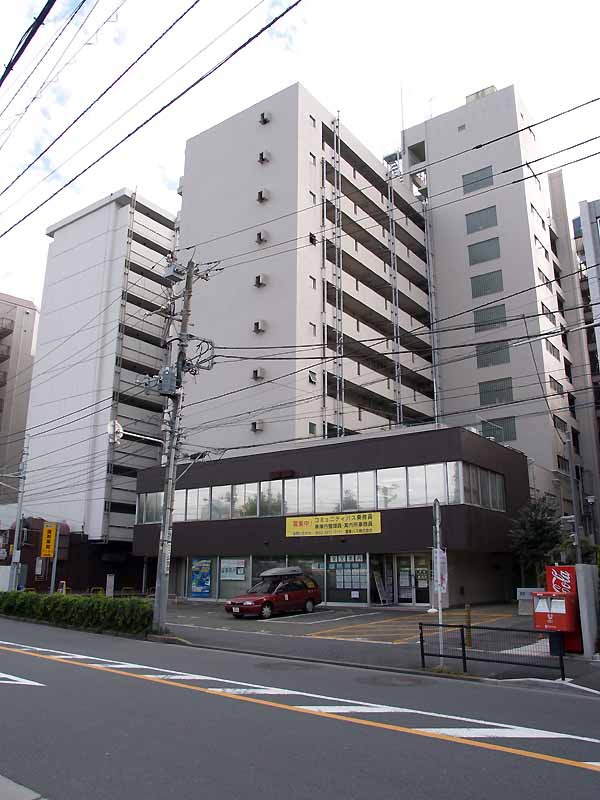
関東バス本社（建替前）

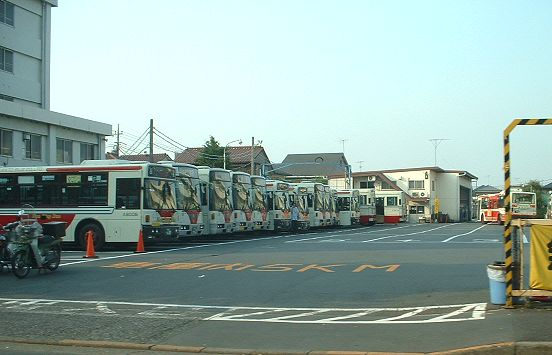
戦時中に本社が置かれた阿佐谷営業所

本社は中野区東中野にある。旧町名を小滝町といい、近くを流れる神田川の橋名から、現在もこの付近は「小滝橋」（おたきばし）と呼ばれている。向かいには都営バス小滝橋営業所がある。
2013年1月15日に本社のある関東バス小滝橋第1マンションの老朽化による建替えのため、本社を新宿区高田馬場3丁目46番25号（区をまたいでいるが本社所在地の斜め向かい）に一時移転していた。2015年1月に建て替えが完成。1階・2階（一部）に本社機能や店舗、2階以上は賃貸マンション「セリオ落合東中野」が入る複合ビルとなる。2015年2月9日からは新社屋での業務を開始した。
前述のように関東乗合の創業当初は事業規模が大変小さく、本社も新宿区北新宿の木造民家を借用することにより設置された。その後、利用者の増加により増車・増員が図られたことを受け、百人町への移転を経て、1935年（昭和10年）7月10日に小滝橋近くに本社が建設された。ただし当時の事務所は、現在の本社がある中野区側ではなく新宿区側（現：高田馬場3丁目）にあった。
1945年（昭和20年）の3社合併では、各社の本社・営業所を、中野営業所（現・阿佐谷営業所）、川南営業所（旧・昭和自動車）、吉祥寺営業所（現・武蔵野営業所）として継承した。さらに戦況の悪化に伴い、3月3日に本社を阿佐谷（旧・中野乗合）に疎開させている。この際に車庫は小滝橋に残ったが、東京大空襲で罹災した。
この経緯から、終戦直後はもともとの関東乗合の事業エリア内には営業拠点がないに等しい状態であった。しかしまもなく新宿を起点とする路線の復旧や新設・延長が相次いで行われたため、新宿側に営業所を設置する必要が生じ、1948年（昭和23年）7月3日、小滝橋の現・本社敷地に小滝橋営業所が開設され、さらに同年11月には本社も同地に移転した。その後、戦災罹災者の転入で人口が増加した中野区北部や練馬区など郊外へ向かう路線が次々と作られたため、小滝橋営業所の乗合部門は1951年（昭和26年）9月1日、これら新路線の集積地となった現・中野区江古田の新青梅街道沿いに移転し、丸山営業所となった。
合併各社より継承した中野、川南、吉祥寺の各営業所は、1948年（昭和23年）9月にそれぞれ所名が阿佐ヶ谷、荻窪、武蔵野に変更となった。その後、荻窪営業所は1950年（昭和25年）1月29日に荻窪駅南側の川南から青梅街道沿いの宿町に移転し、さらに1957年（昭和32年）5月21日に練馬区関町へ移転して青梅街道営業所となった。なおこの間、川南には1954年（昭和29年）2月1日に川南営業所が再設され、荻窪営業所および武蔵野営業所から主に杉並区の中央線以南における路線を引き継いで営業を開始しているが、1964年（昭和39年）には西田町（現・成田西）へ移転し、五日市街道営業所となった。
以上の経緯より、現行の営業所は都区内4箇所（阿佐谷・青梅街道・五日市街道・丸山）、市部1箇所（武蔵野）の計5箇所となっている。いずれの営業所も最寄り停留所は営業所名と同じ。入庫は「○○営業所」という行先を掲げて運行しているが、実質的には回送に近い形のものもある。
- 阿佐谷営業所（記号：A、杉並区下井草、杉並（練馬）ナンバー）[注釈 4]
  - 所管路線：阿佐谷線、日大線、野方線、東原線、石神井線、赤羽線、中野線、大学線
- 武蔵野営業所（記号：B、武蔵野市緑町、多摩ナンバー）
  - 所管路線：吉祥寺線、三鷹線、柳橋線、東伏見線、保谷線、花小金井線、銀座線（深夜中距離）、お台場線、吉祥寺～横浜・八景島シーパラダイス 直行バス、ムーバス、はなバス
- 青梅街道営業所（記号：C、練馬区関町南、練馬ナンバー）
  - 所管路線：中瀬町線、荻窪線、立教線、井荻線、上石神井線、大泉線、女子大線
- 丸山営業所（記号：D、中野区江古田、練馬ナンバー）
  - 所管路線：池袋線、茂呂線、練馬線、丸山線、椎名町線、百人町線、新宿線、夜行高速バス、ドリームスリーパー
- 五日市街道営業所（記号：E、杉並区成田西、杉並（練馬）ナンバー）
  - 所管路線：成宗線、馬橋線、松ノ木線、川南線、高井戸線、春日線、烏山線、高円寺線、すぎ丸

## コミュニティバス

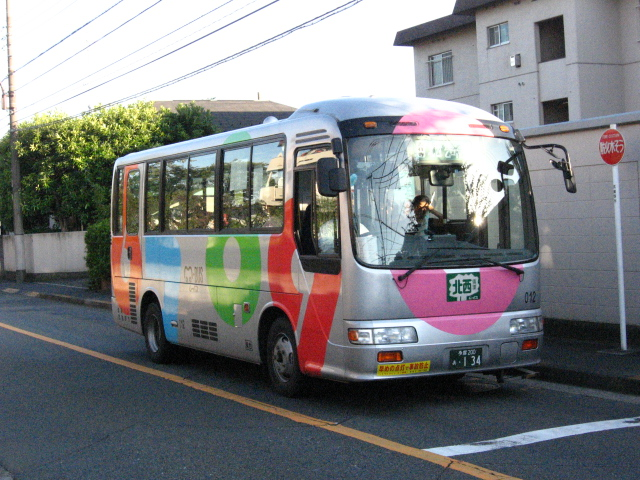
武蔵野市コミュニティバス「ムーバス」

1995年より武蔵野市から運行を受託しているコミュニティバス「ムーバス」は、大きな成功を収めたことでコミュニティバスという運行形態を全国に普及させ、日本のコミュニティバスは「ムーバス」を手本にしているものが多い。なお東京多摩地域ではムーバスに先駆けて、1980年代に武蔵村山市内循環バス、日野市ミニバスが運行開始され、コミュニティバスは多摩から全国へ拡がっていった。また関東バスではムーバス受託開始にあたり、日野自動車製の小型車リエッセを導入したが、これは京浜急行バス「ポニー号」に次いで路線バスでは全国2番目の導入例となっている。その後も西東京市、杉並区のコミュニティバスを受託している。
関東バスが運行受託するコミュニティバスは以下のとおり。
- 武蔵野市「ムーバス」- 1995年受託開始。武蔵野営業所が担当。小田急バス武蔵境営業所と共同受託。
- 西東京市「はなバス」- 2002年受託開始。武蔵野営業所が担当。西武バス滝山営業所と共同受託。
- 杉並区「すぎ丸」- 2008年受託開始。青梅街道営業所→五日市街道営業所が担当。京王バス永福町営業所と共同受託。

このほか、過去に中野区「なかのん」を受託していたが後に関東バス一般路線として吸収された。

## その他の事業
- 伊豆・下田進出
  - 沼津市でタクシー会社（ベルタクシー株式会社）を、下田市で自動車整備会社をそれぞれ経営している。また、1955年5月15日より2010年6月15日まで中伊豆・月ヶ瀬にて温泉旅館「旅館月ヶ瀬」を[7][注釈 5]、2011年7月20日まで下田で日の丸自動車（タクシー）をそれぞれ経営していた。これは東急の伊豆進出と同時期に進出しており、東急の伊豆急行開業に協力する意味合いが強かったと思われる。「旅館月ヶ瀬」の広告は路線バス車内にも掲示されていた。
- 富士進出
  - 1956年（昭和31年）に河口湖汽船の経営を東急より受託、1958年（昭和33年）には山中湖遊船渡船・富士汽船を富士急行・小田急と共に交互で経営を行い、山中湖・河口湖の遊覧船事業に進出していた。1970年に東急が河口湖汽船の全株式を富士急行へ売却したため、関東バスは富士山麓から撤退した。
- 日光・鬼怒川温泉進出
  - 1995年3月18日に東武バス日光との共同運行で新宿 - 日光・鬼怒川温泉に高速バスを開業させたが、日光線は1997年3月24日、鬼怒川線は1998年3月1日（2月27日で運行終了）に廃止された[7]。
- タクシー事業
  - 直営タクシー部および子会社「関東観光」の2社で都内にてタクシー事業を行っていた。東京私鉄自動車協同組合（私鉄協）に加盟していたが、1966年に京王へ譲渡した（現在は京王自動車に吸収、2016年に関東バス沿線エリアは京王自動車城西として分割。なお、京王自動車の都区内武三地区（城南・城西）は2020年2月24日に東京四社営業委員会加盟の帝都自動車交通（京成グループ）と提携し、前日をもって私鉄協を脱退している。）。

## 車両

### 概説

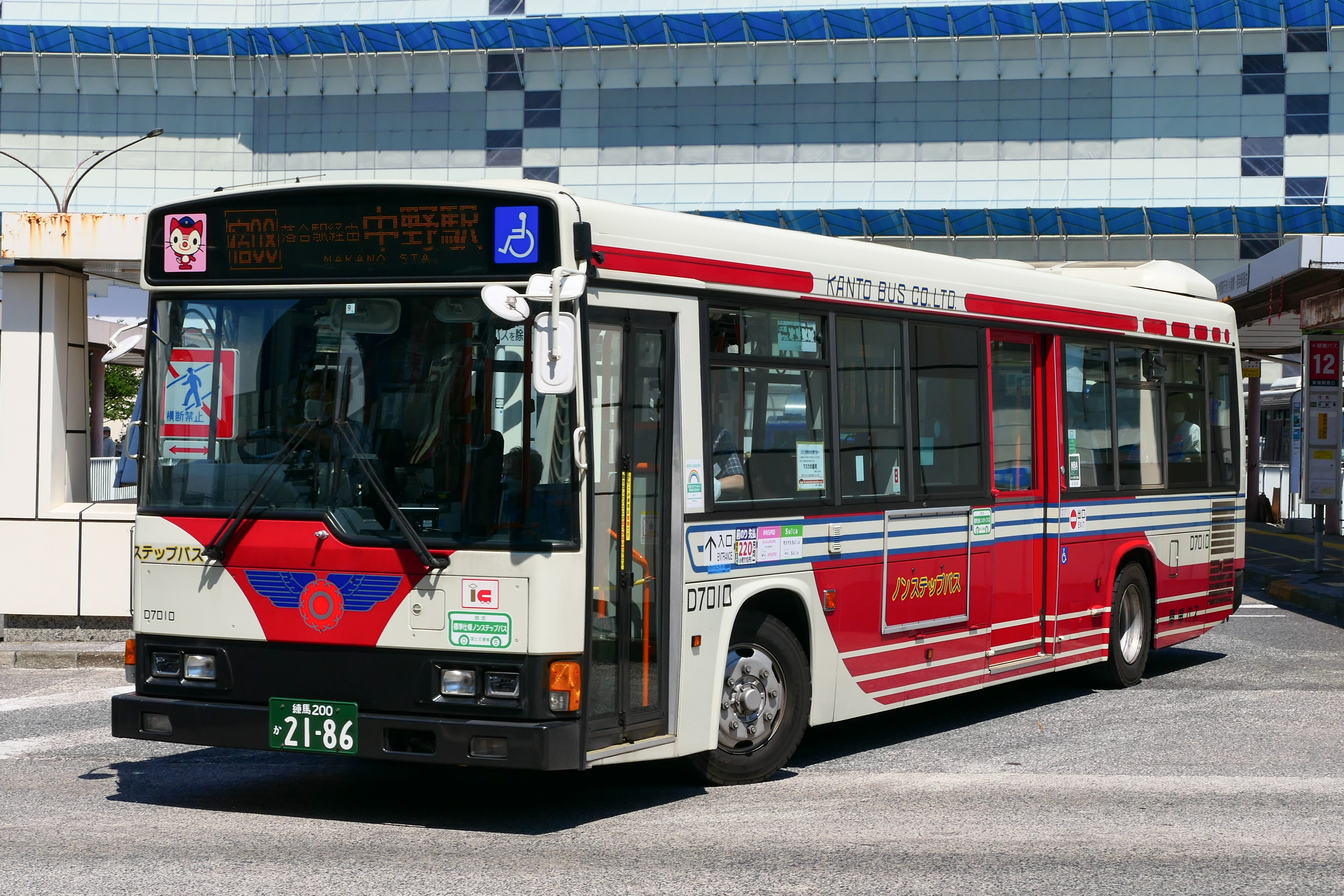
現行の一般路線車（D7010）

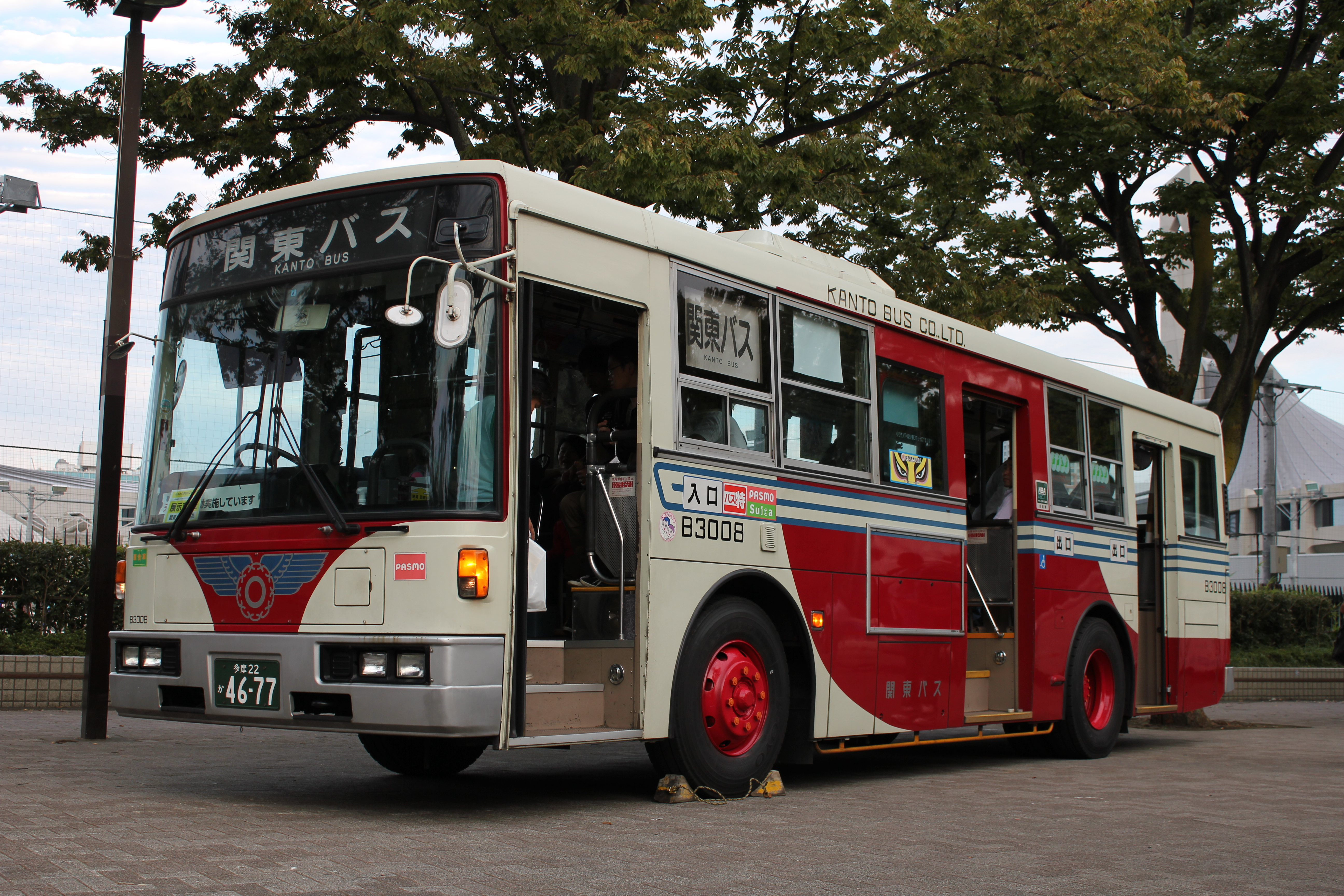
3扉車（B3008）

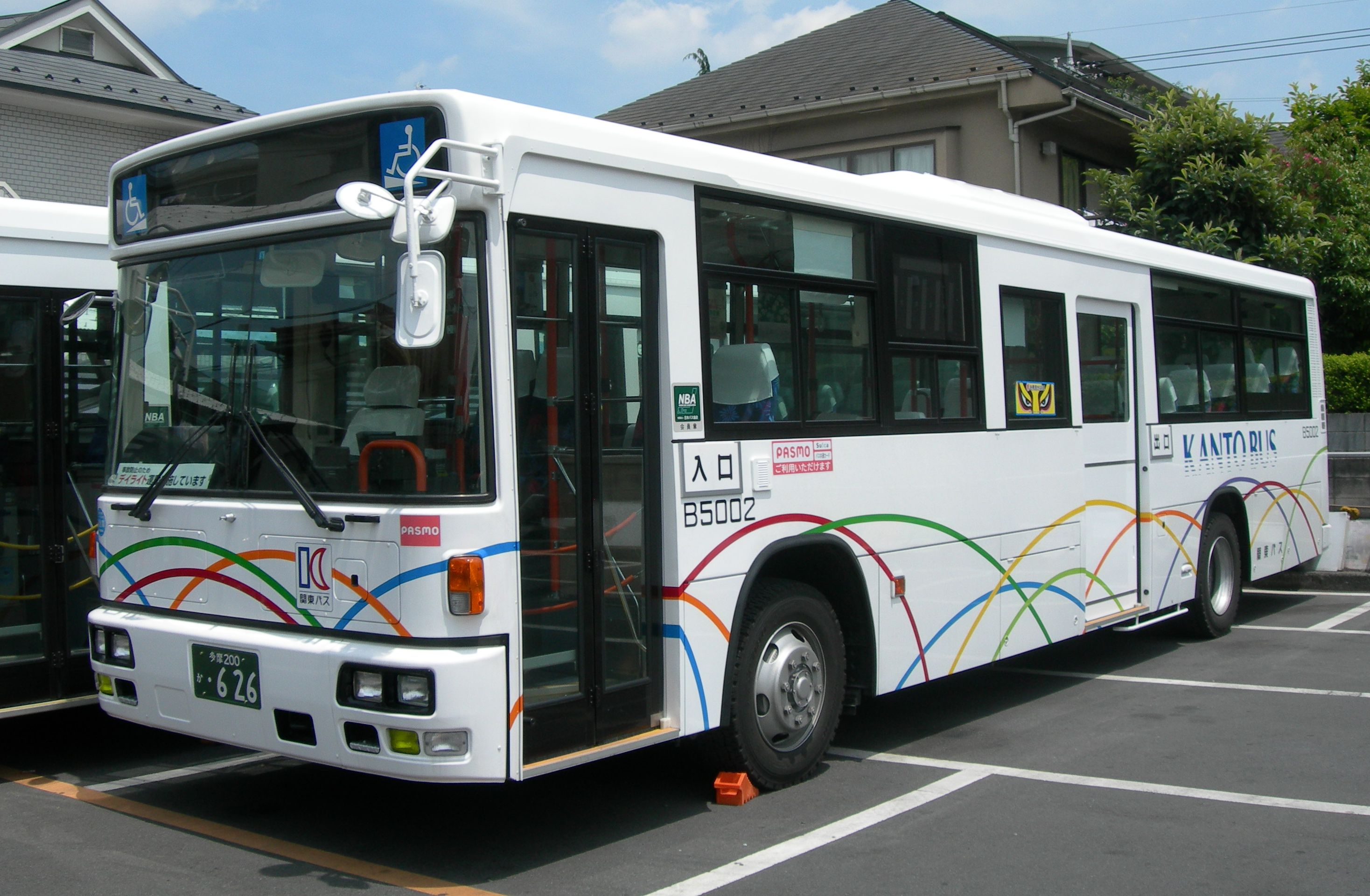
深夜中距離用ワンロマ車（B5002）

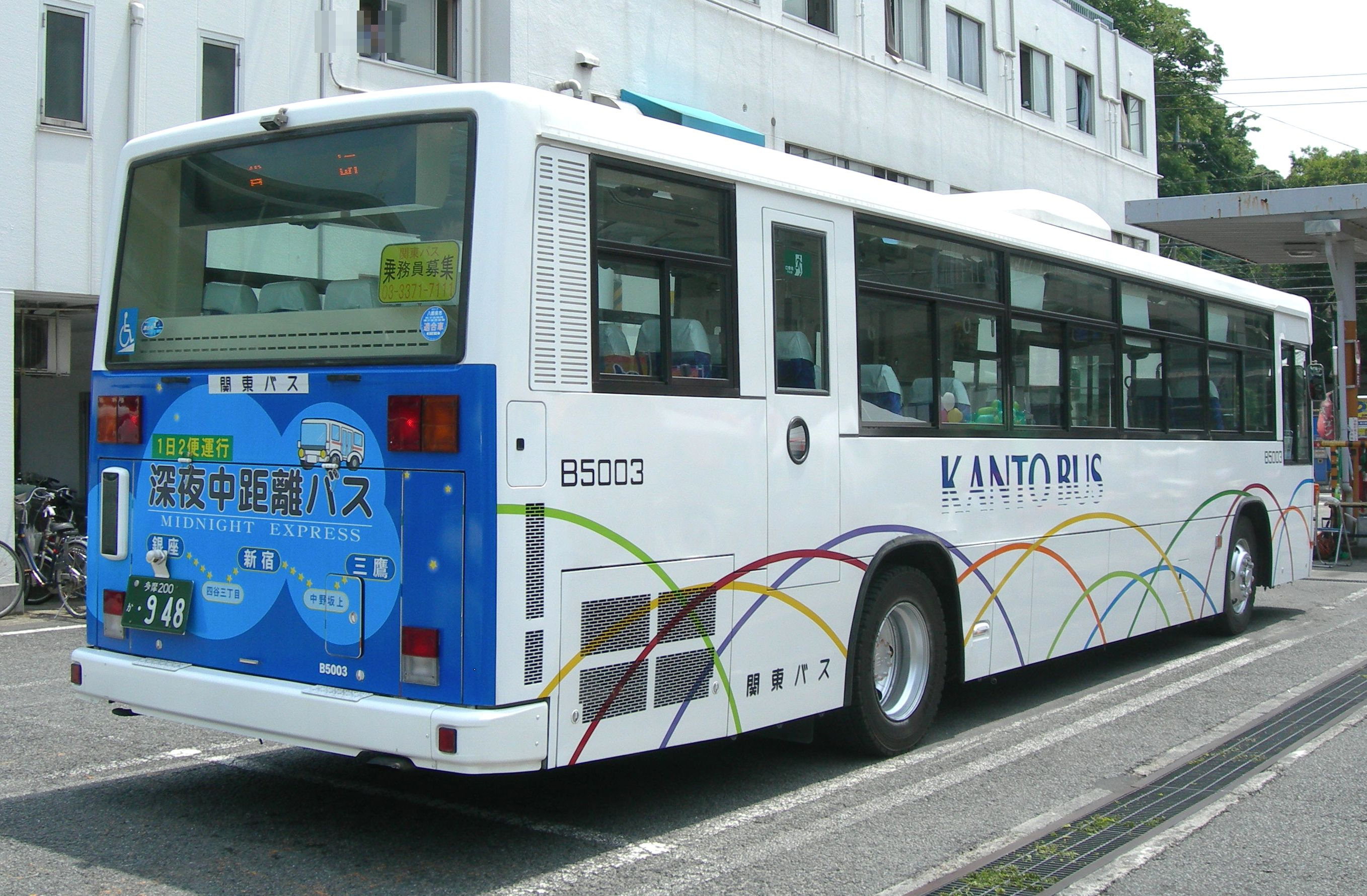
深夜中距離用車には後面にラッピングが施されている。（B5003）

車両は日産ディーゼル→UDトラックス製を中心に導入していたが、2011年のUDトラックスのバス事業撤退後は三菱ふそう製を中心に導入している。日野自動車・いすゞ自動車の車両も導入されており、国内4メーカー全社より導入している。
UD車は全ての営業所に配置されているが、日野は丸山（中型長尺車が集中配置された）、ふそうは青梅街道（一部丸山や五日市街道）、いすゞは阿佐谷営業所を中心に配置されている。1980年代は路線車がUD、貸切車と高速路線車が日野・ふそうという傾向だったが、貸切事業の縮小に伴い路線車でも日野・ふそうの採用が増えた。また1990年代半ばまでは、UD車以外でも路線車は富士重工製ボディ（フォグランプなし）が採用されていた。
かつては多種多様な形態の車両を使用していたことも同社の特徴の1つである。特に1990年代までは、3扉車の本格的な採用と後扉（最後部）降車方式の採用、路線に合わせた新型車両のメーカーとの共同開発等を通じ、周辺他社では見る機会の少ない個性的な車両を積極的に導入した。近年ではバスメーカーやコーチビルダーの統廃合と車種の集約に伴い、車両のバリエーションは均一化される傾向にある。
関東バスの車両で最も特筆すべきは3扉車である。従来の一般的なワンマンバス車両は、車体最前部と中央部または最後部の2箇所に扉が設けられていたが、関東バスでは前・中・後の3箇所に扉を設けた車両を全国に先駆けて考案し、1964年度より1995年度（U-代）までの30年余りにわたって集中的に投入した。この方式では、2箇所の降車扉を開放することにより（ただし中扉の使用は終点および乗降客の多い鉄道との接続停留所等に限られ、通常は後扉から降車する）、乗降時間を従来の半分以下に短縮させることができる。同様の車両は周辺事業者や運行エリアに大規模ベッドタウンを抱える事業者にも広まっていった。関東バスの周辺で他に3扉車を積極採用した事業者には西武バス（前乗り区間限定）、京王帝都電鉄（現：京王電鉄バス）などがある。
しかし車両の低床化が進むにつれ、車体の最後部に扉を設けることが構造上難しくなったことや、車体の中央部に折戸を連続して配置する方法（4枚折戸）によって出口を拡張しても時間短縮効果が得られることから、1996年度（KC-代）以降は3扉方式をやめ、同時に降車扉も中央部に移り、一般的な前・中2扉乗降方式となった（KC-UA460系は導入無し）。2010年（平成22年）7月には、2011年（平成23年）度をもって3扉車の全車両を除籍する予定であることが関東バスより発表され、2012年4月までに1台を除いて全車除籍となったが、2012年度以降も1台が動態保存車として残されている（後述）。
また、関東バスでは全国で唯一、富士重工7E車体を架装した日野・ブルーリボンHIMRが2台在籍していた（2008年7月までに除籍、1台が岩手県交通に移籍後廃車）。純正車体以外のHIMRは非常に珍しく、他には阪急バスが西日本車体工業製車体の車両を導入した例があるのみとなっている。
一般乗合車のカラーリングは、アメリカの鉄道・バス会社であるパシフィック電鉄（PE）のバスを模したものといわれる。この塗装は終戦間もない1950年（昭和25年）に採用され、当初はPEと同じく下地が銀色であったが、1953年（昭和28年）から白地に変更された。赤色の塗り分けは後面以外はほぼ同じで、正面のエンブレムも似ている。エンブレムは2000年導入の日産ディーゼルKK-RM252GSNを最後にいったん廃止されたが、2008年（平成20年）導入車から復活した。エンブレムを廃止していた間に導入された車両についても2009年（平成21年）から車体更生時にエンブレムを貼り付けた車両もある。エンブレムの社紋の由来は、二重の輪を10個の「C」が囲むデザインとなっている。二重の輪は「和」を意味し、周囲のCは和箪笥の取っ手に使用される「カン」を表す。つまりカンが10個で「カントウ」という語呂合わせである。
また1960年代の導入車までは、側面両サイド青帯下の赤色部分に「K.N.K」（関東乗合自動車時代）→「K.B.K」（関東バスに社名変更後）のローマ字略称が表記されていた。乗合車の車号の書体は京王電鉄が7000系電車まで採用していたものに近い書体。当時はこのようにアルファベット3文字で社名略称を記すことが流行しており、他の鉄道・バス事業者でもしばしば見られた。
関東バスではラッピングバス（車体広告車）を運行しているが、深夜中距離バス用のワンロマ車などで、同社独自の仕様として車体後面のみに広告を施した車両も存在する。深夜中距離バス専用車は深夜以外にも、日中の鷹34や週末・祝日限定運行の湾01吉祥寺駅 - お台場線、吉祥寺七福神めぐりのバスでも使用されている。
車内放送の音声合成装置の音声は、音声合成放送化開始前の8トラック磁気テープ時代である1983年（昭和58年）から長年にわたり、岡本洋子が担当している。関東バスにおける車内放送の音声合成放送化は1992年（平成4年）12月から開始され、2004年1月に最後まで8トラック磁気テープを使用していた青梅街道営業所の7台が廃車されたことによって全車完了した。

### 使用年数
東京都内の事業者としては路線車のライフサイクルが長いことで知られる。車号3200代（日産ディーゼルP-U32K）がその代表格で、1985年（昭和60年）から2004年（平成16年）1月までの18年（最大使用年数は17年）間に及んだ。これらの車両は、それまでの関東バスにおける平均使用年数であった12年前後に達した1997年（平成9年） - 1998年（平成10年）にかけて、後処理用の触媒を自動車NOx・PM法適合品に交換したほか、2003年（平成15年）には同年10月1日から実施された東京都ディーゼル車規制条例への対応のため、3200代のうち最後まで使用された青梅街道の7台（C3304 - C3310）にDPFの取り付けといった延命措置を施行の上で、自動車排出ガス規制への対応を重ねながら使用された。
3200代の代替が開始された1996年（平成8年）度までは、関東バスも東京都内の他の事業者と変わらないライフサイクルであり、前述の通り12年程度の使用で除籍されていたが、3200代は非冷房車の早急な代替を目的として短期間で全営業所に計115台という大量投入が行われた形式であった。115台の内訳は、1985年式48台（3201 - 3250、うち下2桁42と49は忌み番号とされ欠番、他の関東バス各車種についても同様）、1986年（昭和61年）式34台（3251 - 3284）、1987年式33台（3285～3317）である。1999年（平成11年）春から関東バスの全路線車において、車両番号の前に新たに営業所記号（A=阿佐谷、B=武蔵野、C=青梅街道、D=丸山、E=五日市街道）が貼り付けられたことに伴い、3200代においても当時残存していた車両について貼り付けが行われた。
そうした事情があり、3200代については代替する新車が短期間に大量導入できなかったことが理由であった。3200代と代替された非冷房車については、当時の関東バスの平均使用年数よりも短い8年程度での代替が行われている。なおそれ以前にも、1962年（昭和37年） - 1970年（昭和45年）にかけて行われたワンマン化の過程において、前後扉や3扉のワンマン車との代替で、ツーマン専用車のボンネットバスやリアエンジンバスが車齢6 - 9年程度の短期間の使用で除籍された例がある。
これにより以後、関東バスの平均使用年数が延びることになった。ただし3200代を置き換えた頃から、自動車NOx・PM法の他に、交通バリアフリー法との兼ね合いもあって新車の導入ピッチが上がっていることや、3扉車にくらべて収容力が劣る1996年度導入車（KC-代）が、2010年3月に車齢13年で延命措置を施すことなく全廃となったり、2012年（平成24年）度には1999年（平成11年）度から導入されたノンステップバスの廃車も開始されるなど、最近では他の事業者と変わらないライフサイクルに戻りつつある。
3扉車は近年でも、ノンステップバスや先立って2010年に全廃された1996年度導入車（KC-代）に比べて収容力が大きいことから、多数の車両に延命措置が施行され、中でも1990年式車（日産ディーゼルU-UA440LSN、車号5100代）は武蔵野と青梅街道において、3200代よりも長い2008年（平成20年）12月まで18年間にわたり使用されていたほか、15～17年程度にわたって使用された車両が多数存在した。この問題の解消のため2000年（平成12年）以来続けられてきたノンステップバスのみの導入から、2009年（平成21年）からはより収容力の多いワンステップバスの導入も行う方針に転換している。
前述の通り、2011年度が終了した現在でも3扉車の動態保存車として、1995年導入車が武蔵野に1台（日産ディーゼルU-UA440HSN、B3008号車）残存しており、延命措置を施した上で使用が続けられている。また、丸山においては1999年3月導入車1台（日産ディーゼルKC-RN210CSNワンステップ、D601号車）が2016年（平成28年）1月までの16年間にわたり在籍していた。こちらは全長7 m級の小型路線バスの製造が日本国内すべてのバスメーカーにおいて打ち切られたことにより、代替車種の確保が困難だったため継続使用された例である。

### 廃車車両の譲渡
前述のとおり以前は関東バスの車両のライフサイクルが長かったことなどから、他社への譲渡は非常に少なかった。しかし、東京都を含めた首都圏が自動車NOx・PM法による排出ガス規制強化地域に指定され、車両のライフサイクルが短くなったことから近年は譲渡車が増加している。
車種別では、ブルーリボンHIMR（富士重工ボディ）が岩手県交通へ1台移籍（2010年12月に廃車）、日産ディーゼル・RN（KC-RN210CSN）が静岡県の掛川バスサービスなどへ、三菱ふそうU-MP218K（3扉車・C2001）などが北海道拓殖バスへそれぞれ移籍している。特に北海道拓殖バスへ移籍した車両は関東バス時代の社番をそのまま残しており、また一部車両は、関東バス塗装の上にラッピングで拓殖バス塗装になっている。
国内他社への移籍が本格化する前の1990年代から2000年代前半にかけては、フィリピンやミャンマーなど海外に輸出された例も多く見られた。ミャンマーでは2017年現在においても、500代 (P-RP80G) や3200代 (P-U32K) といった富士重工5Eボディ車の残存が確認されている。

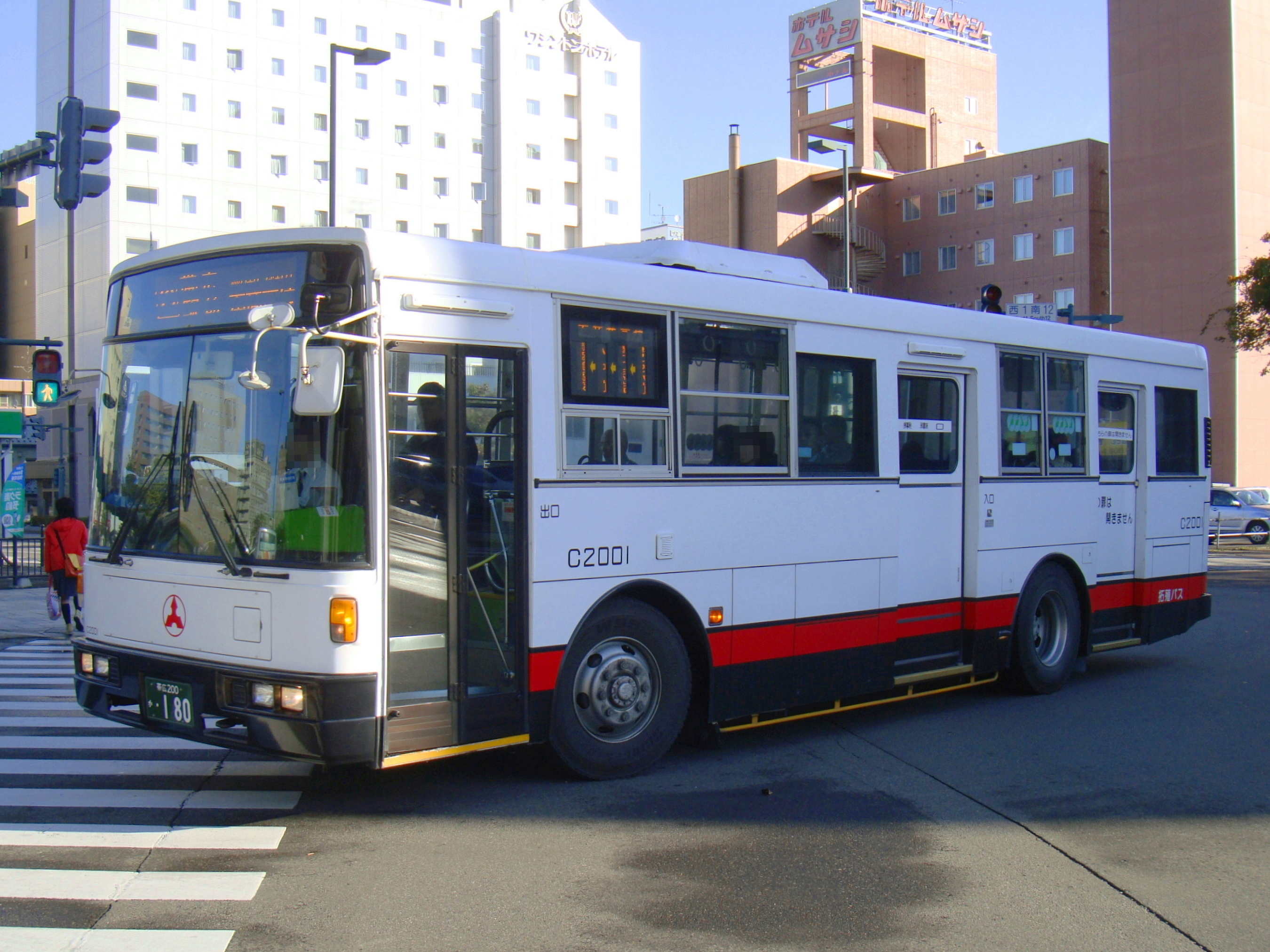
北海道拓殖バスへの譲渡車 (C2001)
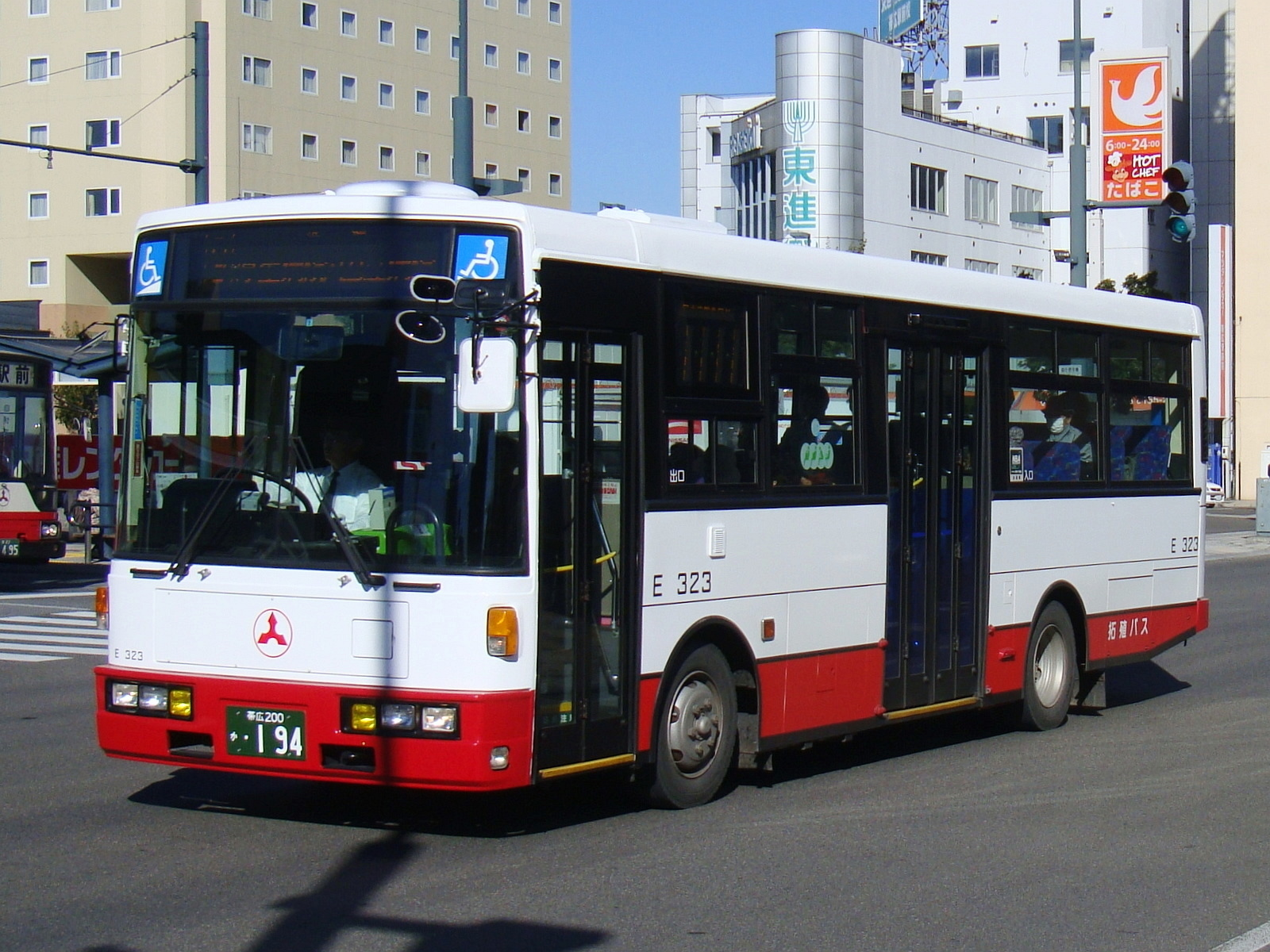
北海道拓殖バスへの譲渡車 (E323)

### 社番
関東バスの車両には、1台ごとに社番と呼ばれる独自の車両管理番号が付与されている。社番は車体側面、車内前部等に表示されており、数字部分は原則として、車両導入より廃車まで変わることがない。
| A      | 17       | 01       |
| ------ | -------- | -------- |
| 営業所 | メーカー | 固有番号 |

例の場合は、Aが阿佐谷営業所、1701がいすゞ車である。
営業所記号については当該節を参照。
一般路線車の社番は、所属営業所の記号（上記参照）+3 - 4桁の数字で構成され、営業所記号は転属のたびに書き換えられる。番号部分は、連番方式となっており、メーカーごとの車両の番号は以下の通りであるが、近年は1400番台(三菱大型)、1600番台(日野大型)、1800/1900番台(いすゞ大型)、110番台(日野小型)等、法則が崩れつつある。尚、中型ロング車は大型車と同じ4桁となっている。
- 1500番台：いすゞ大型車
- 2000番台：三菱大型車
- 7000/8000番台：日野大型車
- その他番台（千の位不問）：日産ディーゼル大型車
- 100/800番台：三菱中型車
- 700番台：日野中型車
- 900番台：いすゞ中型車
- その他番台（百の位不問）：日産ディーゼル中型車